# Cétogenèse

Réactions de la cétogenèse. Les corps cétoniques (acétone, acétylacétate, β-D-hydroxybutyrate) sont surlignés.

La cétogenèse, ou voie des corps cétoniques, est, après le cycle de Krebs, la deuxième utilisation la plus importante de l'acétyl-CoA par les cellules. Cette voie métabolique devient significative en période de jeûne prolongé ou en cas de diabète, quand l'organisme ne peut utiliser ses réserves de glucose pour produire l'ATP dont il a besoin. En effet, dans ces conditions, le cycle de Krebs est ralenti dans le foie car ses substrats, principalement l'oxaloacétate, sont utilisés par une autre voie, la néoglucogenèse, de sorte que leur concentration cellulaire diminue. Ainsi, l'acétyl-CoA issue de la β-oxydation des acides gras ne peut être condensée sur de l'oxaloacétate par la citrate synthase pour former du citrate : l'acétyl-CoA rejoint alors la voie de la cétogenèse en tant que substrat pour former des corps cétoniques, principalement de l'acétylacétate. Celui-ci est véhiculé par le sang depuis le foie jusqu'aux tissus consommateurs d'énergie. Ces derniers peuvent le convertir en deux molécules d'acétyl-CoA à partir de succinyl-CoA et de coenzyme A, et oxyder l'acétyl-CoA ainsi reconstituée à travers le cycle de Krebs et la chaîne respiratoire.
Les corps cétoniques produits au cours de la cétogenèse sont au nombre de trois :
- acétylacétate ;
- β-D-hydroxybutyrate ;
- acétone.

Ces corps cétoniques sont produits par le foie, dans les mitochondries des hépatocytes, et utilisés principalement par les mitochondries des cellules musculaires (myocytes) et nerveuses (neurones). Ils sont la source d'énergie privilégiée du cœur et du cortex rénal et peuvent fournir jusqu'à 75 % de l'énergie consommée par le cerveau en cas de jeûne prolongé, le glucose en fournissant dans tous les cas au minimum 25 à 30 %.

## Production des corps cétoniques dans le foie
Les réactions de la cétogenèse dans la matrice mitochondriale des hépatocytes sont les suivantes :
1. Deux molécules d'acétyl-CoA sont condensées par l'acétyl-CoA C-acétyltransférase, ou β-cétothiolase, pour donner de l'acétoacétyl-CoA.
2. Une troisième molécule d'acétyl-CoA est condensée sur l'acétoacétyl-CoA par HMG-CoA synthase pour donner de l'HMG-CoA. Ce composé est également un précurseur du cholestérol et des hormones stéroïdiennes, par la voie du mévalonate.
3. L'acétylacétate est libéré par l'HMG-CoA lyase.
4. Le β-D-hydroxybutyrate résulte de la réduction de l'acétylacétate sous l'action de la 3-hydroxybutyrate déshydrogénase. Cette réaction, qui se déroule dans le foie, est réversible et son sens dépend du rapport de concentration entre les espèces NADH+H+ et NAD+ dans les mitochondries.
5. L'acétone se forme à partir de l'acétylacétate par décarboxylation spontanée ou catalysée par l'acétylacétate décarboxylase. Cette réaction, qui a lieu dans le foie, n'est pas réversible et l'acétone produite passe dans le sang pour diffuser dans l'organisme. Son élimination se fait par diffusion dans l'air à travers la muqueuse des poumons, à partir desquels elle est expirée. Son accumulation dans le sang peut être dangereuse et causer notamment des comas cétoniques.

## Conversion de l'acétylacétate en acétyl-CoA dans les autres tissus
L'acétylacétate est véhiculé par le sang jusqu'aux muscles (notamment le myocarde), au cerveau et aux reins, où il est converti en deux molécules d'acétyl-CoA :
1. L'acétylacétate est tout d'abord activé sur une coenzyme A par échange avec une succinyl-CoA par la 3-oxoacide CoA-transférase — enzyme absente du foie — pour former de l'acétoacétyl-CoA.
2. L'acétoacétyl-CoA est clivée par l'acétyl-CoA acétyltransférase en deux molécules d'acétyl-CoA.

L'acétyl-CoA ainsi formée est disponible pour être oxydée dans les mitochondries par le cycle de Krebs et la chaîne respiratoire afin de libérer son énergie métabolique sous forme d'ATP.